# Courtney Peldon

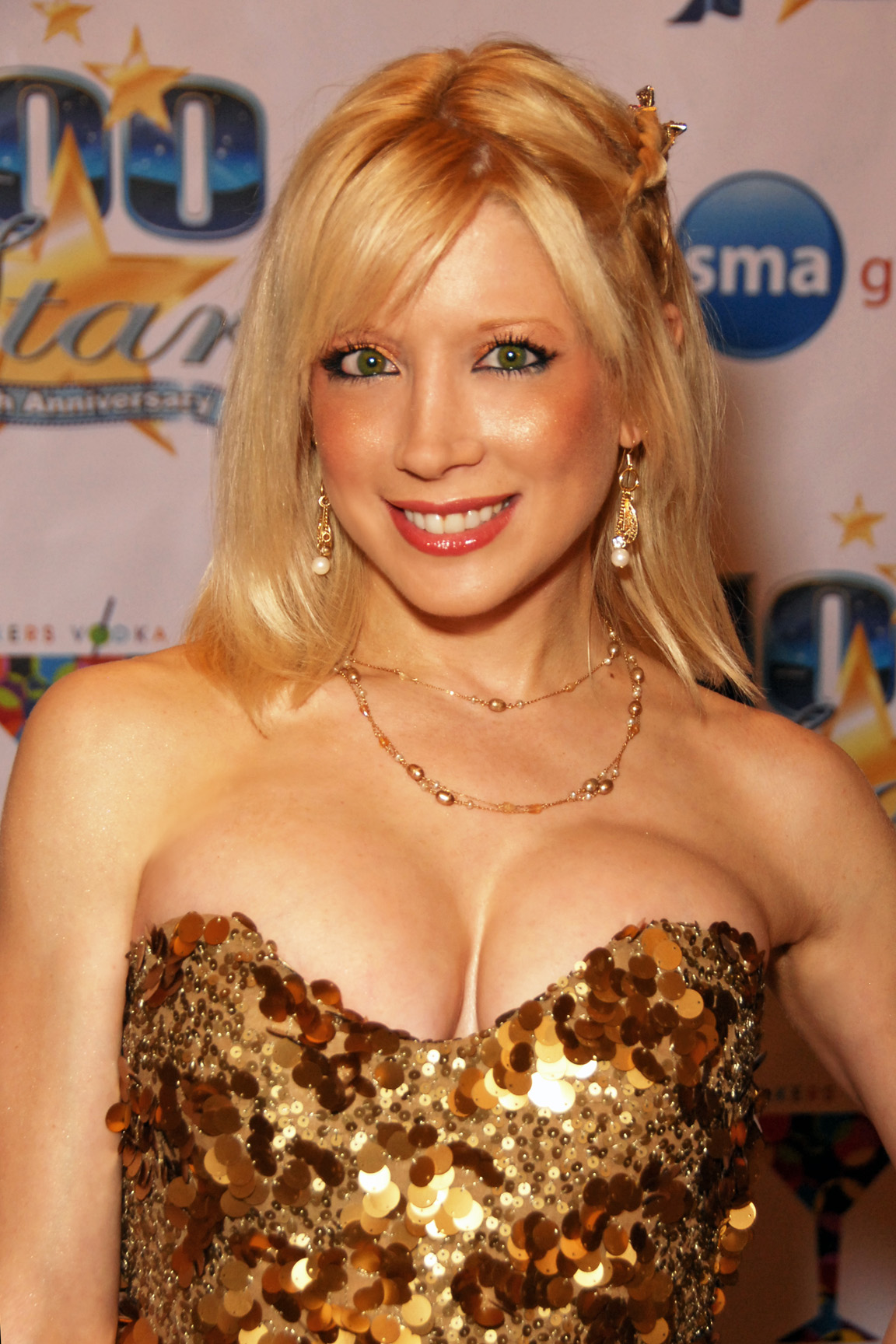
Courtney Peldon, 2010

Courtney Peldon (* 13. April 1981 in New York City, New York) ist eine US-amerikanische Schauspielerin.

## Leben
Peldon begann ihre Karriere 1986 als Kinderdarstellerin mit einer Gastrolle in einer Folge der Ellen Burstyn Show. 1989 war sie in der Pilotepisode zur geplanten aber nie realisierten Fernsehadaption des Spielfilms Die Nacht der Abenteuer in der Rolle der Sara Anderson zu sehen, die im Film von Maia Brewton dargestellt worden war. Im selben Jahr feierte sie als Achtjährige ihr Broadwaydebüt. Sie spielte im Musical Meet Me in St. Louis an der Seite von Betty Garrett und Milo O’Shea in 252 Aufführungen im Gershwin Theatre die Rolle der Tootie. Danach spielte sie zwischen 1991 und 1992 eine wiederkehrende Gastrolle in der Sitcom Bigfoot und die Hendersons, die auf dem gleichnamigen Spielfilm basierte. Ihr Spielfilmdebüt hatte sie 1992 in der Komödie Ein Yuppie steht im Wald neben Matthew Broderick. Hierfür erhielt sie 1993 ihre erste von insgesamt drei Auszeichnungen bei den Young Artist Awards. Eine weitere Auszeichnung erhielt sie 1994 für einen Gastauftritt in der Serie Superman – Die Abenteuer von Lois & Clark. Zwischen 1996 und 1998 spielte sie in der Sitcom Hör mal, wer da hämmert die Freundin von Randy, dem Sohn des selbsternannten „Heimwerkerkönigs“ Tim Taylor, wofür sie mit dem dritten Young Artist Award ausgezeichnet wurde.
In der Folgezeit spielte sie Gastrollen in Serien wie Pretender, Star Trek: Deep Space Nine und Die wilden Siebziger und war in einigen Fernsehfilmen sowie einer kleinen Nebenrolle im Spielfilm Ohne Worte zu sehen. In den Staffeln drei und vier der Serie Boston Public hatte sie erneut eine wiederkehrende Gastrolle. Zwischen 2005 und 2006 arbeitete sie als Synchronsprecherin und sprach mehrere Rollen in der Disney-Zeichentrickserie Kuzco’s Königsklasse sowie eine Gastrolle in W.I.T.C.H. Von 2008 bis 2011 war sie hinter der Kamera als Casting Associate für die Reality-Show Millionaire Matchmaker tätig.
Peldon ist verheiratet und hat keine Kinder. Ihre jüngere Schwester Ashley Peldon ist ebenfalls Schauspielerin.

## Filmografie
- 1986: The Ellen Burstyn Show (Fernsehserie, eine Folge)
- 1989: Adventures in Babysitting (Kurzfilm)
- 1991–1993: Bigfoot und die Hendersons (Harry and the Hendersons, Fernsehserie, 26 Folgen)
- 1992: Ein Yuppie steht im Wald (Out on a Limb)
- 1993: Civil Wars (Fernsehserie, eine Folge)
- 1993: Harrys Nest (Empty Nest, Fernsehserie, eine Folge)
- 1993: Superman – Die Abenteuer von Lois & Clark (Lois & Clark: The New Adventures of Superman, Fernsehserie, eine Folge)
- 1994: Kleine Giganten (Little Giants)
- 1994–1995: Die Super-Mamis (The Mommies, Fernsehserie, vier Folgen)
- 1995: Renegade – Gnadenlose Jagd (Renegade, Fernsehserie, zwei Folgen)
- 1995: Der Klient (The Client, Fernsehserie, eine Folge)
- 1995: Tom und Huck (Tom and Huck)
- 1996: New Spiderman (Fernsehserie, zwei Folgen, Stimme)
- 1996: Junge Schicksale (ABC Afterschool Specials, Fernsehserie, eine Folge)
- 1996–1998: Hör mal, wer da hämmert (Home Improvement, Fernsehserie, sieben Folgen)
- 1997: Griff nach den Sternen (Little Girls in Pretty Boxes, Fernsehfilm)
- 1997: Der Eissturm (The Ice Storm)
- 1997: The Visitor (Fernsehserie, eine Folge)
- 1998: Pretender (The Pretender, Fernsehserie, eine Folge)
- 1998: Star Trek: Deep Space Nine (Fernsehserie, eine Folge)
- 1999: Hinterm Mond gleich links (3rd Rock from the Sun, Fernsehserie, eine Folge)
- 1999: Verhängnisvolle Vergangenheit (A Murder on Shadow Mountain, Fernsehfilm)
- 1999: Undressed – Wer mit wem? (Undressed, Fernsehserie)
- 1999: Familie in Angst (The Promise, Fernsehfilm)
- 1999: Miss Supreme Queen (Kurzfilm)
- 1999: Mister Funky – Die Steve-Harvey-Show (The Steve Harvey Show, Fernsehserie, eine Folge)
- 2000: Nash Bridges (Fernsehserie, eine Folge)
- 2000: Wild Grizzly – Jagd auf Leben und Tod (Wild Grizzly, Fernsehfilm)
- 2000: The Princess & the Barrio Boy (Fernsehfilm)
- 2001: Die wilden Siebziger (That ’70s Show, Fernsehserie, eine Folge)
- 2001: Ohne Worte (Say It Isn't So)
- 2001: Special Unit 2 – Die Monsterjäger (Special Unit 2, Fernsehserie, eine Folge)
- 2002: Raising Dad – Wer erzieht wen? (Raising Dad, Fernsehserie, drei Folgen)
- 2002: Reality Check
- 2003: Lost at Home (Fernsehserie, eine Folge)
- 2003–2004: Boston Public (Fernsehserie, 14 Folgen)
- 2004: Entourage (Fernsehserie, eine Folge)
- 2004: Skin Walker
- 2005: Mortuary – Wenn die Toten auferstehen … (Mortuary)
- 2005: Adam and Eve
- 2005–2006: W.I.T.C.H. (Fernsehserie, drei Folgen, Stimme)
- 2006–2008: Disneys Kuzcos Königsklasse (The Emperor’s New School, Fernsehserie, sieben Folgen, Stimme)
- 2008: InAlienable
- 2010: L.A. Detectives (Kurzfilm)
- 2011: Jesus Sex Scandal (Kurzvideo)
- 2012: Road to Hell
- 2012: Freeloaders
- 2013: Die Eiskönigin – Völlig unverfroren (Frozen, Stimme)
- 2015: Renegades – The Series (vormals Star Trek: Renegades) (Webserie)
- 2016: Fuckin’ Actors (Fernsehserie, eine Folge)
- 2018: Spider-Man: A New Universe (Spider-Man: Into the Spiderverse, Stimme)

## Broadway
- 1989–1990: Meet Me in St. Louis

## Auszeichnungen
Young Artist Award
- 1993: Auszeichnung in der Kategorie Best Young Actress Co-starring in a Motion Picture für Ein Yuppie steht im Wald
- 1993: Nominierung in der Kategorie Best Young Actress in an Off-Primetime Series für Bigfoot und die Hendersons
- 1994: Auszeichnung in der Kategorie Best Youth Actress Guest Starring in a Television Show für Superman – Die Abenteuer von Lois & Clark
- 1995: Nominierung in der Kategorie  Best Performance: Young Actress in a TV Comedy Series für Die Super-Mamis
- 1996: Nominierung in der Kategorie Best Performance by a Young Actress – TV Drama Series für Renegade – Gnadenlose Jagd
- 1997: Auszeichnung in der Kategorie Best Performance in a TV Comedy – Guest Starring Young Performer für Hör' mal, wer da hämmert
- 1998: Nominierung in der Kategorie Best Performance in a TV Movie/Pilot/Mini-Series – Supporting Young Actress für Griff nach den Sternen
- 1999: Nominierung in der Kategorie Best Performance in a TV Comedy Series – Guest Starring Young Actress für Hör' mal, wer da hämmert
- 2000: Nominierung in der Kategorie Best Performance in a TV Comedy Series – Supporting Young Actress für Hör' mal, wer da hämmert
- 2001: Nominierung in der Kategorie Best Performance in a TV Movie (Drama) – Supporting Young Actress für The Princess & the Barrio Boy